# Харченко Світлана
Світлана Харченко (нар. кін. 1890-х, Чернігівщина — пом. кін. серпня 1919, бл. м. Піщанки) — полковий лікар 7-го Синього полку 3-ї піхотної Стрілецької дивізії Армії УНР. Наречена Івана Ремболовича.

## Біографія
Родом з Чернігівщини. Під час революції навчалась на останньому курсі медичного факультету Київського університету. Диплом отримати не встигла. В грудні 1918 зголошується до 1-го полку Синьої дивізії (пізніше 7-й Синій полк 3-ї піхотної Стрілецької дивізії) другим помічником полкового лікаря. Пізніше — перший помічник, полковий лікар.
Під час повернення в полк зі штабу дивізії в м. Піщанки, де мав знаходитись поранений 15 серпня 1919 командир полку Олександр Вишнівський, разом із одним козаком супроводу натрапила на більшовиків, що змусили 7-й полк до відступу. Поціливши найближчого червоноармійця з револьвера спробувала даремно врятуватись втечею: коли кінь був звалений вогнем більшовиків, була забита прикладами.